# Lijst van nummer 1-hits in de 538 Top 50 in 2024
Deze hits stonden in 2024 op nummer 1 in de 538 Top 50, de hitlijst van de Nederlandse radiozender Radio 538.
| Nummer | Datum        | Artiest                | Titel                              |
| ------ | ------------ | ---------------------- | ---------------------------------- |
| 52     | 6 januari    | Tate McRae             | Greedy                             |
|        | 13 januari   | Tate McRae             | Greedy                             |
| 54     | 20 januari   | Noah Kahan             | Stick Season                       |
|        | 27 januari   | Noah Kahan             | Stick Season                       |
|        | 3 februari   | Noah Kahan             | Stick Season                       |
|        | 10 februari  | Noah Kahan             | Stick Season                       |
|        | 17 februari  | Noah Kahan             | Stick Season                       |
|        | 24 februari  | Noah Kahan             | Stick Season                       |
|        | 2 maart      | Noah Kahan             | Stick Season                       |
| 55     | 9 maart      | Joost                  | Europapa                           |
|        | 16 maart     | Joost                  | Europapa                           |
|        | 23 maart     | Joost                  | Europapa                           |
|        | 30 maart     | Joost                  | Europapa                           |
|        | 6 april      | Joost                  | Europapa                           |
| 56     | 13 april     | CYRIL                  | Stumblin' In                       |
|        | 20 april     | CYRIL                  | Stumblin' In                       |
|        | 27 april     | CYRIL                  | Stumblin' In                       |
|        | 4 mei        | CYRIL                  | Stumblin' In                       |
|        | 11 mei       | CYRIL                  | Stumblin' In                       |
| 55     | 18 mei       | Joost                  | Europapa                           |
| 56     | 25 mei       | CYRIL                  | Stumblin' In                       |
|        | 1 juni       | CYRIL                  | Stumblin' In                       |
|        | 8 juni       | CYRIL                  | Stumblin' In                       |
|        | 15 juni      | CYRIL                  | Stumblin' In                       |
|        | 22 juni      | CYRIL                  | Stumblin' In                       |
|        | 29 juni      | CYRIL                  | Stumblin' In                       |
|        | 6 juli       | CYRIL                  | Stumblin' In                       |
| 57     | 13 juli      | Mark Ambor             | Belong Together                    |
|        | 20 juli      | Mark Ambor             | Belong Together                    |
| 58     | 27 juli      | Shaboozey              | A Bar Song (Tipsy)                 |
|        | 3 augustus   | Shaboozey              | A Bar Song (Tipsy)                 |
|        | 10 augustus  | Shaboozey              | A Bar Song (Tipsy)                 |
|        | 17 augustus  | Shaboozey              | A Bar Song (Tipsy)                 |
| 59     | 24 augustus  | Yves Berendse          | Terug in de tijd                   |
|        | 31 augustus  | Yves Berendse          | Terug in de tijd                   |
|        | 7 september  | Yves Berendse          | Terug in de tijd                   |
| 60     | 14 september | Disturbed              | The Sound of Silence (CYRIL Remix) |
| 61     | 21 september | Lady Gaga & Bruno Mars | Die with a Smile                   |
|        | 28 september | Lady Gaga & Bruno Mars | Die with a Smile                   |
|        | 5 oktober    | Lady Gaga & Bruno Mars | Die with a Smile                   |
|        | 12 oktober   | Lady Gaga & Bruno Mars | Die with a Smile                   |
|        | 19 oktober   | Lady Gaga & Bruno Mars | Die with a Smile                   |
|        | 26 oktober   | Lady Gaga & Bruno Mars | Die with a Smile                   |
|        | 2 november   | Lady Gaga & Bruno Mars | Die with a Smile                   |
|        | 9 november   | Lady Gaga & Bruno Mars | Die with a Smile                   |
|        | 16 november  | Lady Gaga & Bruno Mars | Die with a Smile                   |
|        | 23 november  | Lady Gaga & Bruno Mars | Die with a Smile                   |
|        | 30 november  | Lady Gaga & Bruno Mars | Die with a Smile                   |
|        | 7 december   | Lady Gaga & Bruno Mars | Die with a Smile                   |
|        | 14 december  | Lady Gaga & Bruno Mars | Die with a Smile                   |
|        | 21 december  | Lady Gaga & Bruno Mars | Die with a Smile                   |
|        | 28 december  | Geen Top 50 verschenen | Geen Top 50 verschenen             |